# いまだ!!
「いまだ!!」は、ジャニーズWESTの楽曲。NHKテレビアニメ『忍たま乱太郎』エンディングテーマ（2020年度・2021年度）。ジャニーズWESTのシングル「証拠」の通常盤の3曲目に収録されている。

## 楽曲詳細
いまだ!!（4分25秒）
※作詞：松井五郎／作曲：馬飼野康二／編曲：佐々木博史